# Зуєво
Зу́єво (рос. Зуево, башк. Зуев) — присілок у складі Бірського району Башкортостану, Росія. Водить до складу Калинниківської сільської ради.
Населення — 80 осіб (2010; 66 у 2002).
Національний склад:
- росіяни — 76 %